# Пісня про Морозенка
«Пі́сня про Морозе́нка» («Ой Моро́зе, Морозе́нку») — українська народна пісня про боротьбу українського народу проти соціального та національного гніту. Це зразок історичної пісні, яка належить до тематичної групи про боротьбу з польською шляхтою. 
У пісні оспівується героїчна боротьба козака Морозенка проти ворогів, пісня виражає віру в неминучу перемогу над ворогом. Ясність мети робить навіть смерть героя утвердженням справедливості боротьби проти ворога. Ця пісня є важливою пам'яткою  українського фольклору і символізує безсмертність боротьби українського народу проти ворогів. В одних варіантах пісень герой бореться з ляхами (поляками), в інших з турками чи татарами, або просто з лихими ворогами.

## Образ Морозенка
Центральною фігурою пісні є героїчний козак Морозенко. Образ Морозенка став узагальненим образом українського козака, захисника вітчизни, хороброго і відважного воїна, який наділений найкращими рисами козаків-патріотів, які мужньо і самовіддано боролися проти турецько-татарських орд, проти польсько-шляхетського гніту.
Історичним прототипом козака «Морозенка» став Станіслав Морозовицький, який прийшовши на Запорізьку Січ і з власної волі зрікся шляхетської віри та став Нестором-Станіславом Морозенком. Він був військово-політичним діячем часів Хмельниччини, за походженням він був з галицько-подільського шляхетського роду. Він навчався в Краківському університеті, був полковником реєстрованого козацького війська, організатором військових дій на Поділлі, брав участь у битві під Пилявцями, керував кіннотою у війську Богдана Хмельницького під Збаражем, де у 1649 році героїчно загинув у бою.

## Текст пісні
Ой Морозе, Морозенку,
Ой да ти славний козаче!
За тобою, Морозенку,
Вся Вкраїна плаче!
За тобою, Морозенку,
Вся Вкраїна плаче!
Ой не так вся Україна,
Як рідная мати,
Заплакала Морозиха,
Стоя біля хати.
Заплакала Морозиха,
Стоя біля хати.
“Ой не плач же, Морозихо,
Не плач, не журися,
Ходім з нами, козаками,
Мед-вина напийся!
Ходім з нами, козаками,
Мед-вина напийся!”
“Чогось мені, козаченьки,
Мед-вино не п’ється:
Десь-то син мій, Морозенко,
З татарами б’ється!
Десь-то син мій, Морозенко,
З татарами б’ється!”
Із-за гори, із-за кручі
Горде військо виступає,
Попереду Морозенко
Сивим конем грає.
Попереду Морозенко
Сивим конем грає.
Бились зранку козаченьки
До ночі глухої.
Козаків лягло чимало,
А татар – утроє.
Козаків лягло чимало,
А татар – утроє.
Ні один козак не здався
Живим у неволю;
Полягли всі, не вернуться
Ні один додому.
Полягли всі, не вернуться
Ні один додому.
Не вернувся й Морозенко,
Голова завзята -
Замучили молодого
Вороги прокляті!
Замучили молодого
Вороги прокляті!
Вони, ж його не стріляли
І на чверті не рубали,
Тільки з його, молодого,
Живцем серце взяли.
Тільки з його, молодого,
Живцем серце взяли.
Взяли його, поставили
На Савур-могилу:
“Дивись тепер, Морозенку,
На свою Вкраїну!”
“Дивись тепер, Морозенку,
На свою Вкраїну!” 